# Тънково (област Бургас)
 Тази статия е за селото в Област Бургас.  За селото в Област Хасково вижте Тънково (Област Хасково).  
Тънково е село в Югоизточна България. То се намира в Община Несебър, област Бургас.

## География
Намира се на 7 km от Слънчев бряг, на 11 km от Несебър и на 31 km от Бургас. Площта на селото е 22,21 km².

## История
Първите сведения за образуване на селото свидетелстват, че се е намирало в местността „Юртлуците“, на 3 км североизточно от днешното местоположение и около 4 км от морето.
Заселването е започнало в края на XVIII век. Селото наброявало около 50 къщи, с приблизително 250/300 жители.
Наричало се Инджекьой, което преведено на български означава тънко село (предполага се, че наименованието идва от намиращо се в близост блатисти места), хората боледували и били слаби, това е и причината в началото на 60-те години на XIX век селото да се премести на югозапад, където сега се намира. Преместват се около 20 семейства, а другите се преселват във вътрешността на страната.
В началото селото принадлежи към община Несебър, но няколко години по-късно (след 1885 г.) се отделя и става община със съставни селища – Чимово (днешен Ахелой), Равда, и Свети Влас.
През 1935 г. Тънково и околните селища отново стават част от община Несебър.
Главният поминък на населението, както в старото, така и в новото село е било скотовъдство – предимно овцевъдство и говедовъдство. Земеделието като отрасъл е съществувало дотолкова, доколкото да се задоволят нуждите на жителите от хляб и отчасти фураж за животните.

## Население
След Освобождението селото се състои от около 30 къщи и приблизително 150/160 жители. През 1992 г. населението наброява около 700 – 800 души.
Последното преброяване през 2011 г. показва ръст на населението до 1243 души.

### Религия
В селото функционират православен храм „Св. Архангел Михаил“ и Евангелска Петдесятна църква, като мнозинството от населението са християни, малък процент от населението изповядва исляма.

### Етнически състав
Преброяване на населението през 2011 г.
Численост и дял на етническите групи според преброяването на населението през 2011 г.:
|                     | Численост |
| Общо                | 1148      |
| Българи             | 652       |
| Турци               | 423       |
| Цигани              | 13        |
| Други               | 14        |
| Не се самоопределят | 3         |
| Неотговорили        | 43        |

## Културни и природни забележителности
По данни от Музея на образованието в град Габрово, училището в селото – ОУ „Васил Левски“ е открито през 1880 г. Първият учител е Христо Кудев, а училището е било посещавано само от около 10/12 момчета в частна къща.
През 1952 г. е изпепелено от пожар. До построяване на ново, учениците са водели занятия в частни къщи и Ахелой. На същото място е построено училището, в което се намира днес, започвайки през 1953 г.
Защитена местност „Калината“ е на 10 км западно от курорта Слънчев бряг до село Тънково и село Кошарица, област Бургас. С площ от 1100 декара територията на „Калината“ като има: блатното кокиче, заливна лонгозна гора на над 200 години, вековни полски ясени, полски кленове, полски брястове, летен дъб, космати дъбове, церове, различни храсти и увивна растителност.
Дядо Ивановата чешма – няма данни за годината на построяване, но последното възстановяване е от 2001 г.
Рибката –понастоящем не съществува, заменена е от 4 разположени една срещу друга чешми, местна легенда гласяла, че ако момиче от друго село пиело вода от чешмата, ще се задоми в селото.
Бюст-паметник на Васил Левски – в началото на 2018 г. по време на мандата на Христо Николов се открива бюст-паметник на Васил Левски в центъра на селото.
В покрайнините на селото по пътя за Ахелой се намира бункер от Втората Световна война.

## Спорт
Тънково разполага със свой футболен отбор, основан през 2003 г., неговото име е „Устрем“.
От 2016 г. Тънково разполага и с отбор по мини футбол – ФК „Спартак“ Тънково.

## Редовни събития
На 8 ноември се провежда събор на селото, съпроводен с народни песни и танци.

## Образование
В селото функционират ЦДГ „Пролет“, ОУ „Васил Левски“ и читалище „Саморазвитие“.